# The Gilded Dream
The Gilded Dream er en amerikansk stumfilm fra 1920 af Rollin S. Sturgeon.

## Medvirkende
- Carmel Myers som Leona
- Tom Chatterton som Jasper Halroyd
- Elsa Lorimer som Geraldine
- Zola Claire som Sara
- May McCulley
- Boyd Irwin som Frazer Boynton
- Eddie Dennis som Alex
- Maxine Elliott Hicks som Hicks